# کلر دولان
کلر دولان (به انگلیسی: Claire Dolan) فیلمی محصول سال ۱۹۹۸ و به کارگردانی لودج کریگان است. در این فیلم بازیگرانی همچون کاترین کارتلیج، وینسنت دن آفریو، کالم مینی و ماریان پلانکت ایفای نقش کرده‌اند.